# Hans Pleydenwurff
Hans Pleydenwurff (* kolem 1420, Bamberg – 9. ledna 1472, Norimberk) byl německý gotický malíř.

## Život
Hansovým otcem byl Kunz (Konrad) Pleydenwurff, respektovaný malíř (1433-1466) a v letech 1461-63 starosta Bamberku. Hans Pleydenwurff se patrně vyškolil u svého otce a pak navštívil Nizozemí. Od roku 1457 žil v Norimberku a vedl zde úspěšnou dílnu. Roku 1462 mu městská rada zprostředkovala zakázku na hlavní oltář kostela sv. Alžběty ve Wroclawi, ze které roku 1464 zakoupil dům v Burgstrasse 21 a zřídil zde svou dílnu. Pleydenwurffova dílna působila i mimo Norimberk, neboť v roce 1464 se stal spolu se svou ženou členem laického náboženského sdružení Priesterbruderschaft ve Straubingu.
V dílně Hanse Pleydenwurffa se učil jeden z jeho tří synů Wilhelm Pleydenwurff a jako asistent u něj také pracoval Michael Wolgemut. Krátce zde působil také švábský malíř Hans Schüchlin. Po Hansově smrti se jeho ovdovělá žena roku 1472 provdala za Michaela Wolgemuta a nevlastní syn se stal jeho partnerem ve vedení dílny. Po Wilhelmově smrti roku 1494 převzal dílnu Michael Wolgemut.

## Dílo

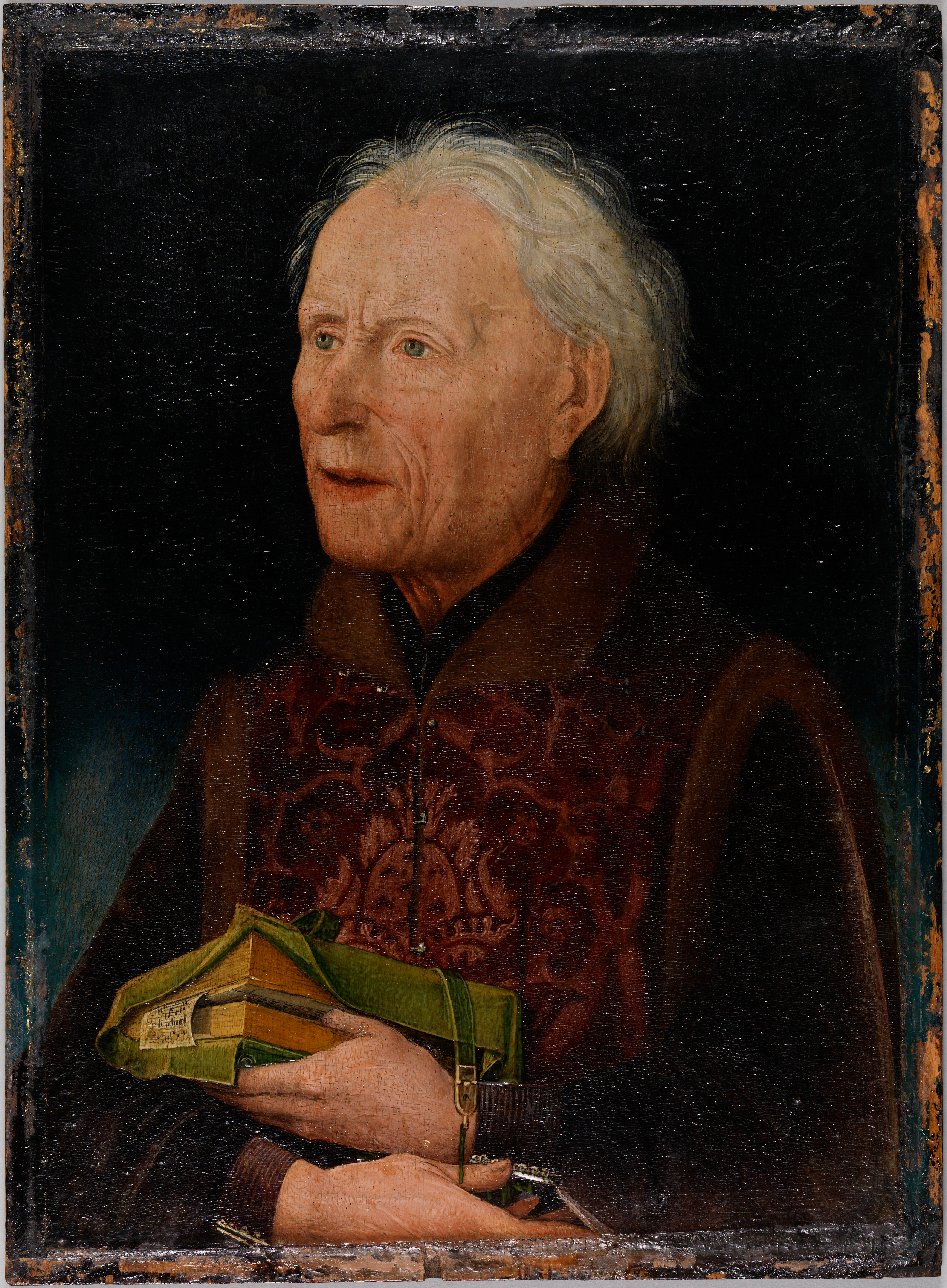
Hans Pleydenwurff: Portrét Georga von Löwenstein (1457)

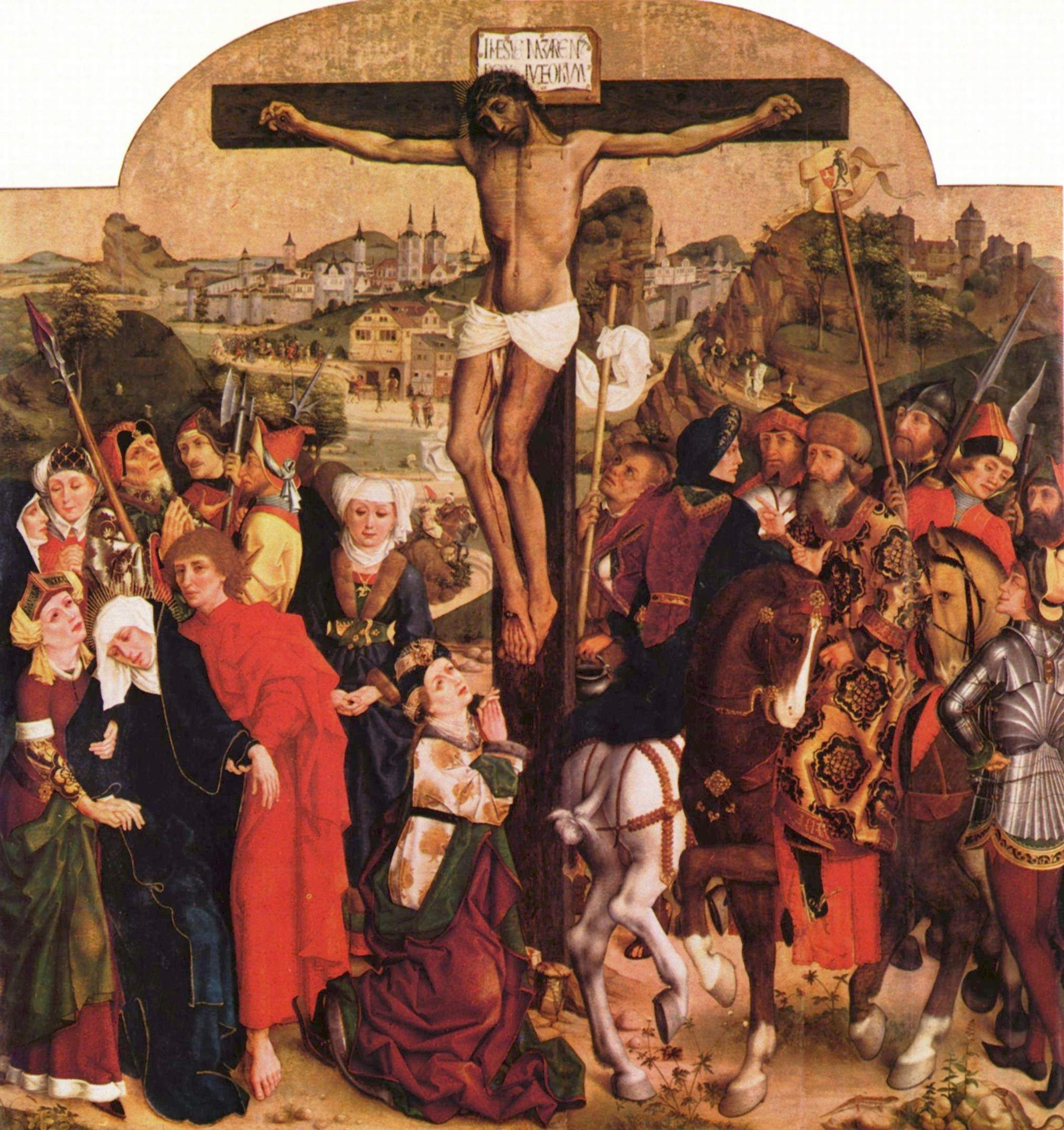
Hans Pleydenwurff: Ukřižování

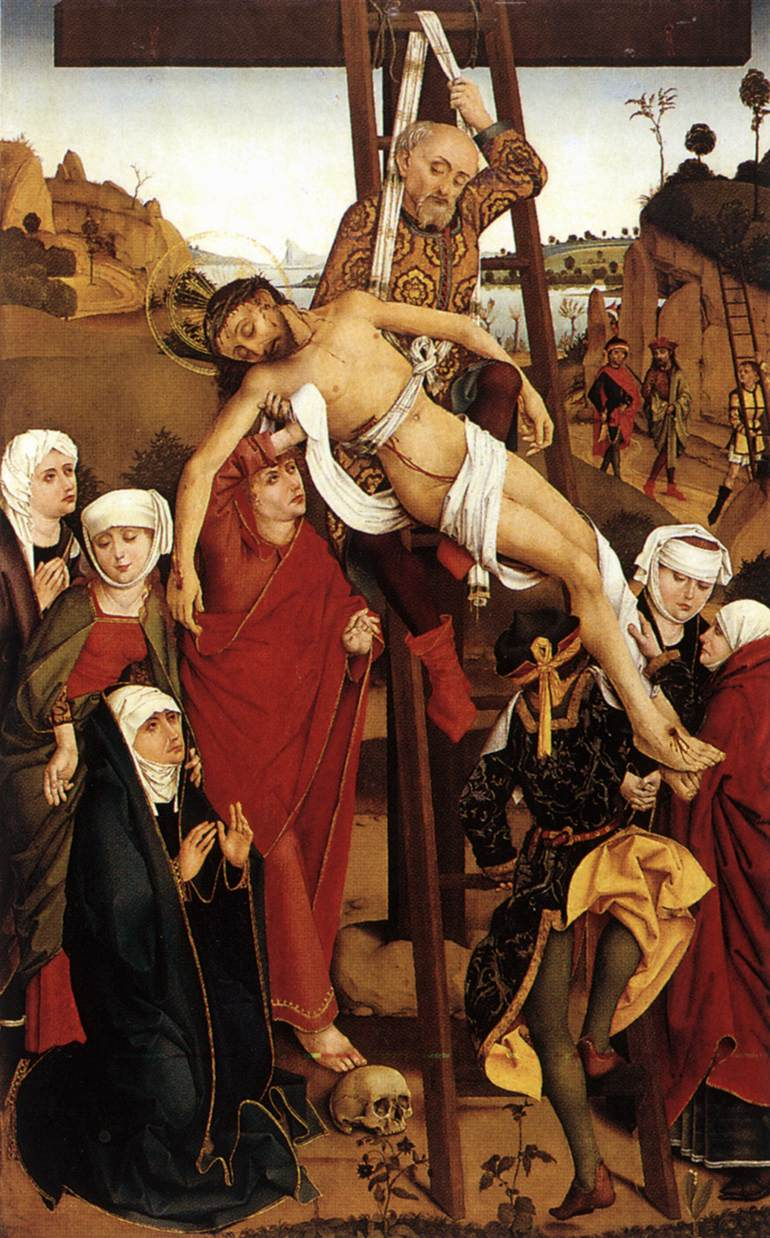
Hans Pleydenwurff: Snímání z kříže

Malířský rukopis a barevnost obrazů Hanse Pleydenwurffa svědčí o tom, že pobýval v Nizozemsku a seznámil se zde s díly Dierica Boutse a Rogiera van der Weyden. Jeho zkušenost s vlámskými primitivy změnila norimberské tradiční malířství, pro které byly charakteristické monumentální figury, a přinesla výraznější realismus, bezprostřednost ve vzájemném vztahu postav a složitější kompozici obrazu. Suverénní propojení mnohofigurální ústřední scény s krajinou v pozadí ve scéně Stětí sv. Barbory (Národní galerie v Praze), realistický popis detailů a psychologizace tváří rovněž dokládá poučení nizozemskou malbou. Kompozice odkazuje k dílu kolínského malíře Stefana Lochnera a detaily fyziognomie jsou patrně dílem spolupracujícího malíře Hanse Schüchlina.
V pozdním období svého života spolupracoval Hans Pleydenwurff s opatstvím v Heilbronnu, pro které navrhl skleněné vitráže.

### Známá díla
- po r. 1457 Assumpta s donátory (epitaf norimberské rodiny Ellwangerů), Národní galerie v Praze
- kolem 1465 Stětí sv. Barbory, Národní galerie v Praze
- 1462 Ukřižování, Klanění tří králů, Představení Krista v chrámu, Snímání z kříže, Hlavní oltář kostela sv. Alžběty, Wroclaw, roku 1497 zničen po úderu blesku, zachované fragmenty v Germanisches Nationalmuseum, Norimberk a v Národním muzeu ve Varšavě
- 1456 Diptych bamberského kanovníka Georga von Löwenstein: Portrét, Germanisches Nationalmuseum, Norimberk, Utrpení Krista, Kunstmuseum Basel
- Hlavní oltář pro kostel klarisek v Bambergu, Staatsgalerie Bamberg
- 1465 Ukřižování, Znovuvzkříšení, Hlavní oltář pro kostel St. Michaelis in Hof, od roku 1811 v Alte Pinakothek, Mnichov
- 1470 Snímání z kříže, Alte Pinakothek, Mnichov